# Marpesia valetta
Marpesia valetta är en fjärilsart som beskrevs av Butler och Druce 1872. Marpesia valetta ingår i släktet Marpesia och familjen praktfjärilar. Inga underarter finns listade i Catalogue of Life.